# Bureta

Diagrama de una bureta.

Las buretas son recipientes de forma alargada, graduadas, tubulares de diámetro interno uniforme, dependiendo del volumen, de litros. Su uso principal se da entre su uso volumétrico, debido a la necesidad de medir con precisión volúmenes de líquidos a una determinada temperatura.
Los dos tipos principales de buretas son:
- Buretas de Geissler, la llave es de vidrio esmerilado; se debe evitar que el líquido esté mucho tiempo en contacto con la bureta, pues determinados líquidos llegan a obstruir, e incluso inmovilizar, este tipo de llaves.
- Bureta de Mohr, la llave ha sido sustituida por un tubo de goma con una bola de vidrio en su interior, que actúa como una válvula.

| V (mL) | Tolerancia (mL) |
| ------ | --------------- |
| 10     | ±0,02           |
| 25     | ±0,03           |
| 50     | ±0,05           |

Una bureta volumétrica. La temperatura y la graduación se muestran en la parte superior.

Las llaves están fabricadas con materiales como el vidrio (que es atacado por bases) y teflón, inerte, resistente y muy aconsejable para disolver sustancias orgánicas. En el caso de usar llaves de vidrio, es recomendable no usar un lubricante para asegurar un buen cierre, debido a que arruinaría la sustancia a medir. Un tipo de llave más simple es la llave Bunsen, que consiste simplemente en situar una perla de vidrio firmemente sujeta dentro de un tubo de goma. Al deformar el tubo mediante una llave, este deja pasar el líquido.
Otras fuentes de error son las gotas que quedan adheridas en la parte inferior (error por defecto), pequeñas burbujas de aire situadas tras la llave (también error por defecto) y procurar que el vaciado no sea demasiado rápido, para evitar que quede líquido adherido al interior de la bureta. También es muy conveniente proteger la parte superior para evitar contaminación por polvo. 
Al llegar al punto final, si queda una gota colgando del orificio de salida, es conveniente recogerla tocándola suavemente con el recipiente receptor  (usualmente será un matraz de Erlenmeyer), para evitar errores por defecto. Esto se debe a que una gota son aproximadamente 0,05 mL y en ocasiones en volúmenes pequeños puede suponer un error importante.